# Вірменська Вікіпедія
Вірменська Вікіпедія (вірм. Հայերեն Վիքիպեդիա) — розділ Вікіпедії вірменською мовою.
Вірменська Вікіпедія станом на 25 березня 2025 року містить 318 093 статті, 152 578 зареєстрованих користувачів, 586 активних дописувачів, 10 адміністраторів
. Загальна кількість сторінок в вірменській Вікіпедії — 1 169 259, редагувань — 10 255 188, завантажених файлів — 12 237
. Глибина (рівень розвитку мовного розділу) вірменської Вікіпедії середня і становить 62.8 пунктів
. 

## Історія
Вірменська Вікіпедія відкрилася у лютому 2005 року.

### Хронологія розвитку
- 1 травня 2005 — 1 стаття
- 3 серпня 2010 — 10 000 статей (стаття: Միլենիում կամուրջ (այլ կիրառումներ), автор: Beko)
- 11 квітня 2012 — 25 000 статей (стаття: Հնաբերդ (գյուղ), автор: Pandukht)
- 1 серпня 2013 — 50 000 статей.
- 2 грудня 2013 — 100 000 статей (стаття: «Ղարաբաղցի կինը» քանդակ (Երևան), автор: 23artashes)[4]
- 1 червня 2016 — 200 000 статей.

### Перейменування

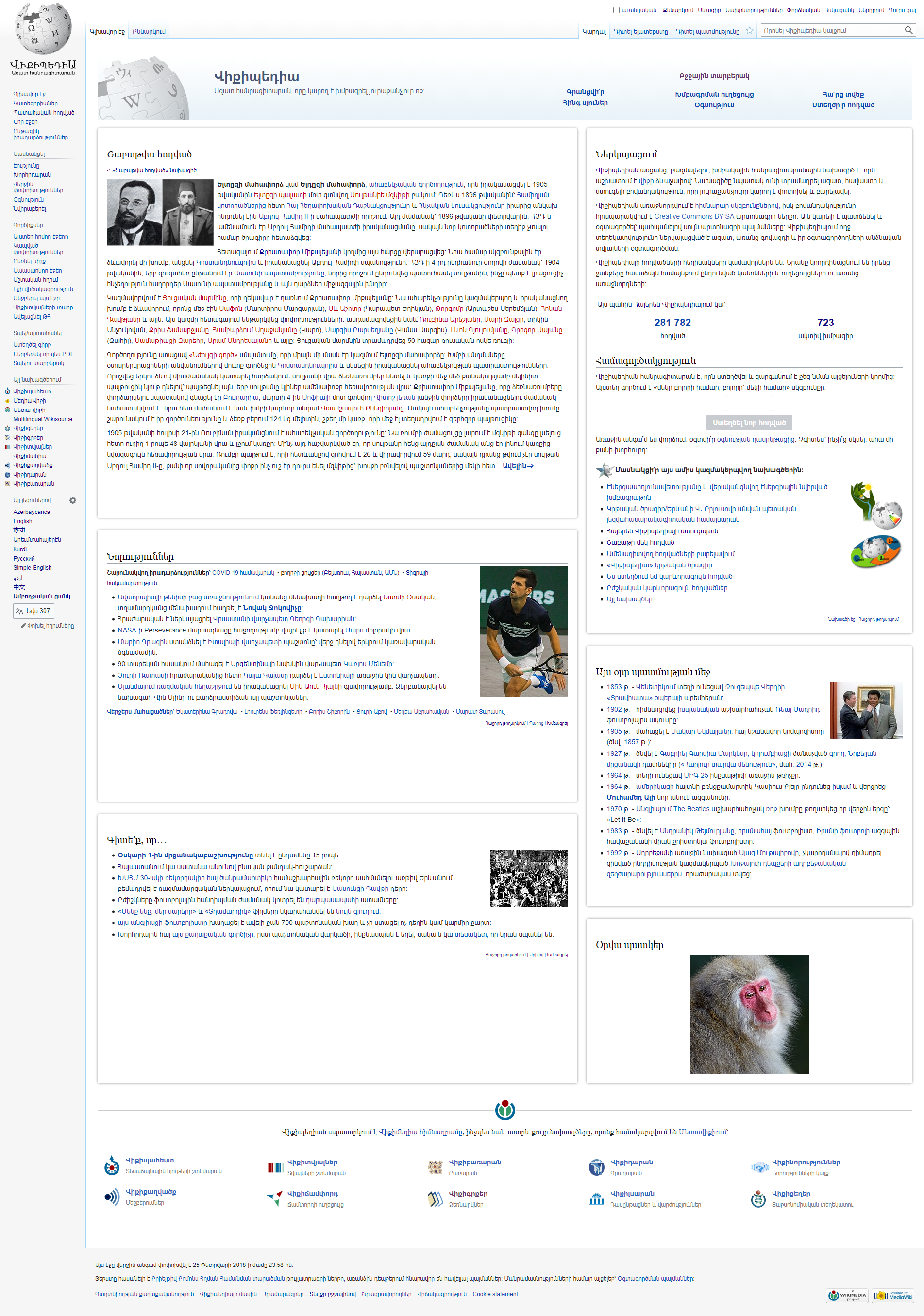

5 квітня 2012 завершилося двоетапне (перший, другий) обговорення-голосування з питання перейменування вірменської Вікіпедії, внаслідок якого вірменська вікі-спільноти ухвалила рішення відмовитися від старого варіанта назви енциклопедії «Հայերեն Վիքիփեդիա» [Hayeren Vikip'edia] та перейти на новий, більш зручний та відповідний правилами сучасної вірменської мови варіант — «Հայերեն Վիքիպեդիա» [Hayeren Vikipedia], тобто за допомогою заміни в слові Wikipedia букви п'юр (փ) на пе (պ).

## Висвітлення у ЗМІ
24 квітня 2010 громадське телебачення Вірменії у передачі «Банадзев» (вірм. Բանաձեւ — «Формула») присвятило передачу вірменській Вікіпедії, зокрема, відображення у ній (вірменській Вікіпедії) теми геноциду вірмен у 1915 року у Туреччині.
6 червня 2010 року у недільному випуску новин «Айлур» (вірм. Հայլուր) на Першому каналі Вірменії було підготовлено невелике повідомлення про вірменомовний розділ Вікіпедії.

## Ілюстрації

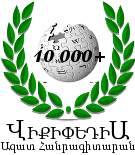
Логотип вірменської Вікіпедії, присвячений написанню десятитисячної статті
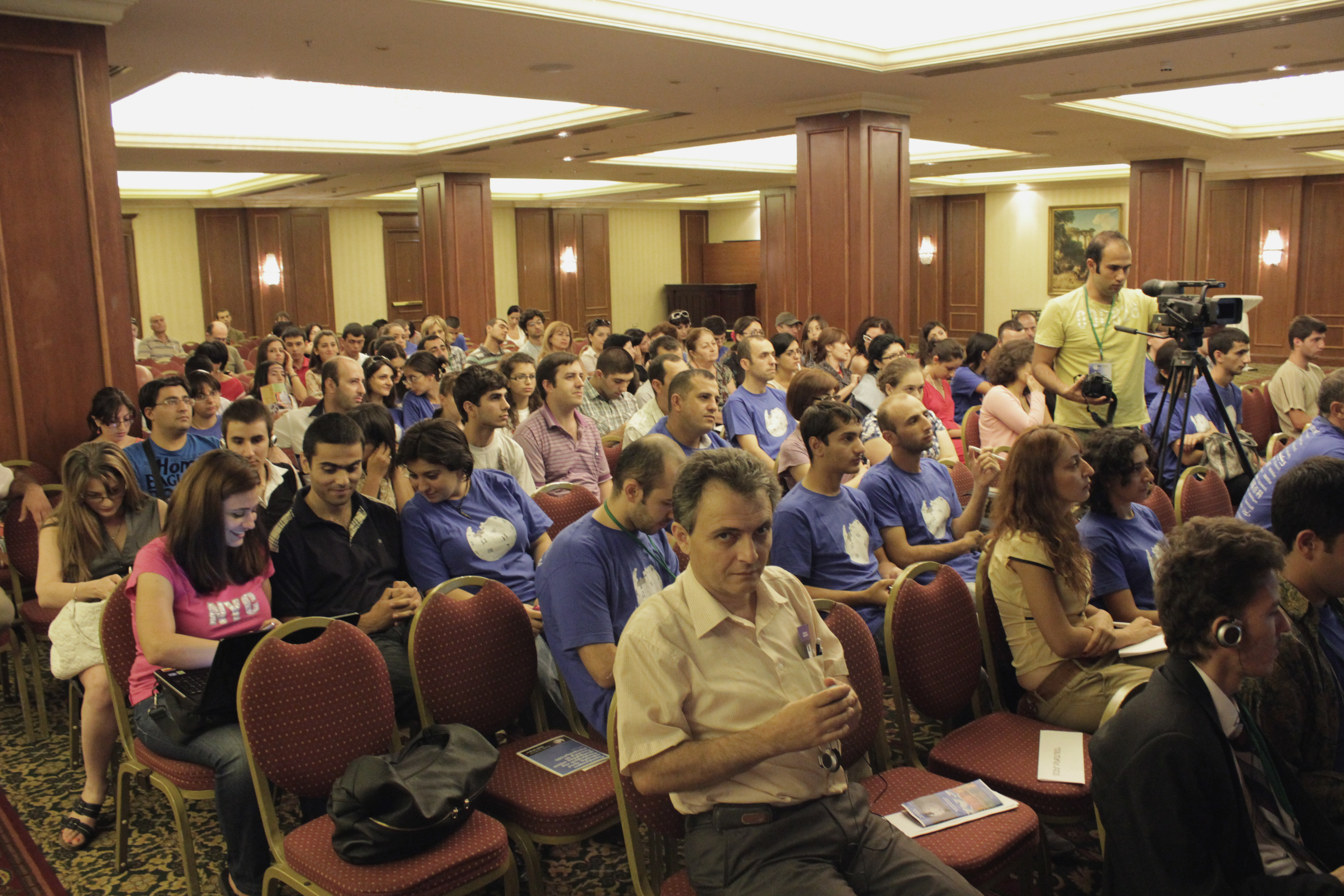
Єреванська вікіконференація, 2012
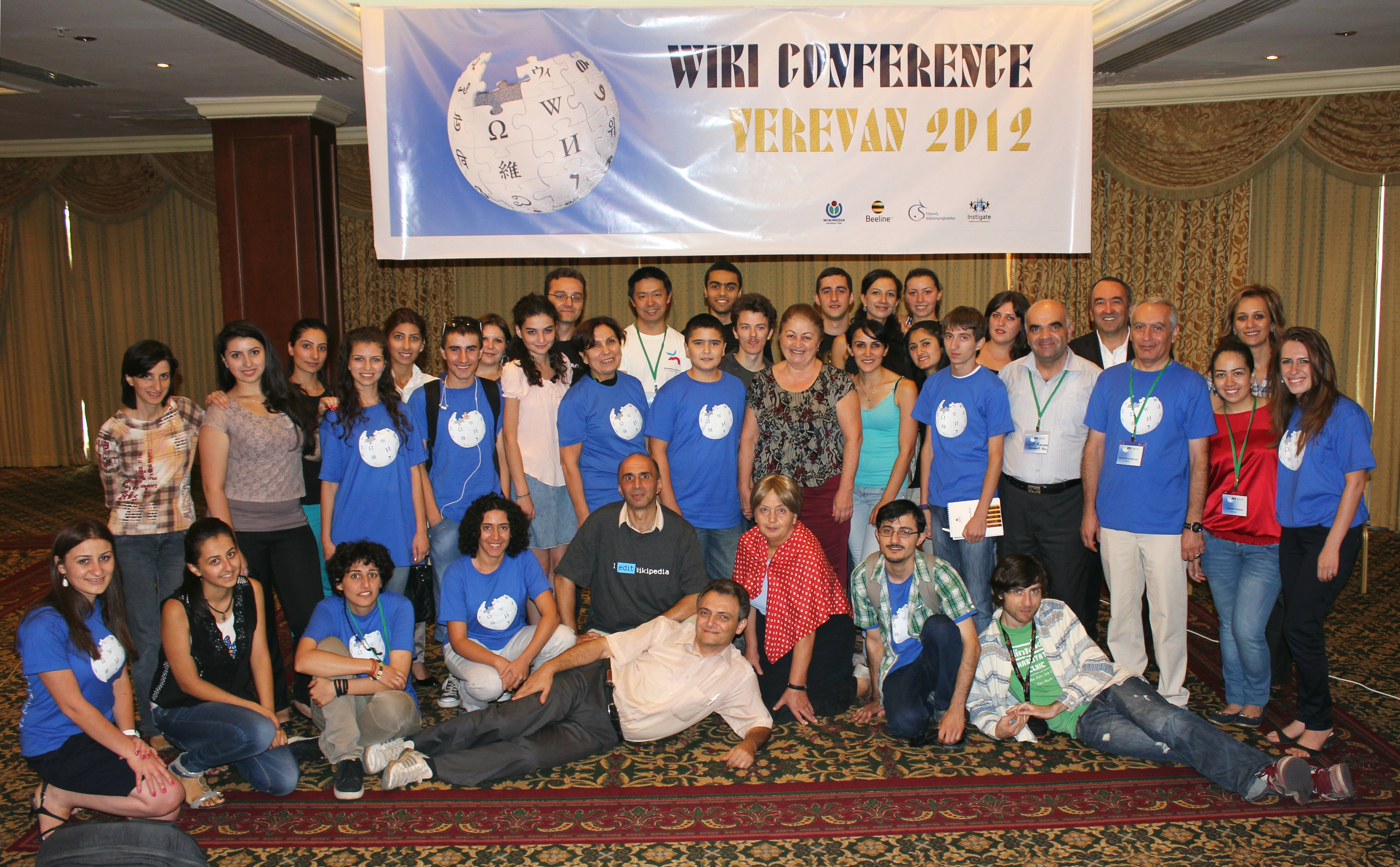
Учасники Єреванської вікіконференціі
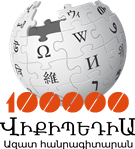
Логотип вірменської Вікіпедії, присвячений написанню стотисячної статті